# 卵石溪 (佛羅里達州)
卵石溪（英語：Pebble Creek）是位於美國佛羅里達州希爾斯波羅縣的一個人口普查指定地區。

## 地理
卵石溪的座標為28°09′00″N 82°20′41″W / 28.15000°N 82.34472°W，而該地最高點為海拔高度15米（即49英尺）。

## 人口
根據2010年美國人口普查的數據，卵石溪的面積為7.50平方千米，當中陸地面積為7.30平方千米，而水域面積為0.20平方千米。當地共有人口7622人，而人口密度為每平方千米1,016人。